# Фельдман, Фёдор Александрович
Фёдор Александрович фон Фельдман (1835—1902) — управляющий делами Военно-учёного комитета Главного штаба, директор Императорского Александровского лицея, почётный опекун Опекунского совета учреждений Императрицы Марии, генерал от инфантерии.

## Биография
Происходил из дворян. Родился 10 (22) декабря 1835 года. Образование получил сначала в Пажеском корпусе, а затем в Николаевской академии генерального штаба. После её окончания в чине капитана, занял место старшего помощника начальника военно-учебного отдела при главном управлении Генерального штаба, а через год был назначен начальником этого отдела. В 1872 году был назначен флигель-адъютантом к Его Величеству, а в 1878 году произведен в генерал-майоры, с назначением в Свиту Его Величества.
С 1876 года был командирован в Вену, где до 1881 года состоял военным агентом при посольстве. Вернувшись оттуда, он вновь стал управлять делами военно-учебного комитета, состоя в то же время членом комитета по мобилизации войск. В 1896 году назначен директором Императорского Александровского лицея и членом военного-ученого комитета главного штаба. По инициативе и под редакцией Фельдмана издан был «Систематический сборник очерков по отечествоведению» 1898 г., составленный профессорами и преподавателями лицея и посторонними специалистами.
В последние годы жизни, в качестве почетного опекуна, Фельдман состоял попечителем Александро-Мариинского училища слепых и мастерской для взрослых имени К. К. Грота.
Скончался в Санкт-Петербурге 2 (15) февраля 1902 года. Похоронен на Смоленском лютеранском кладбище (могила не сохранилась).

## Труды
- Итальянская война 1859 года / С нем. соч., сост. при Воен.-ист. отд-нии Прус. ген. штаба, пер. Ген. штаба кап. Фельдманом Санкт-Петербург : тип. Деп. Ген. штаба, 1862
- Очерки Австро-прусской войны в 1866 году : С большим план. Кениггрецкого поля сражения / Сост. М. Драгомиров при содействии Ф. А. Фельдмана Санкт-Петербург : тип. Деп. уделов, 1867
- Военный орден святого великомученика и победоносца Георгия. 1769—1869 : [Историч. очерк] Санкт-Петербург : Воен. тип., 1869
- Балканы / Сост. Ген. штаба полк. Г. И. Бобриков и флигель-адъютант Ф. А. Фельдман; Под ред. ген.-лейт. Н. Н. Обручева, упр. делами Воен.-учен. ком. и проф. воен. статистики Санкт-Петербург : тип. 2-го отд. Собств. е. и. в. канцелярии, 1877
- Вести из экспедиции В. И. Роборовского : [Письмо… ген.-лейт. Ф. А. Фельдману Санкт-Петербург : тип. А. С. Суворина, [1895]
- Систематический сборник очерков по отечествоведению / Сост.: М. Н. Беклемишев, В. Ф. Дерюжинский, Н. А. Карышев и др. под ред. ген.-лейт. Ф. А. Фельдмана. Ч. 1-2 Санкт-Петербург : Александр. лицей, 1898